# Ёкота, Ягуар
Рими Ёкота (яп. 横田 利美 Ёкота Рими, род. 25 июля 1961 года, Токио, Япония) — японский рестлер и тренер, известная под именем Ягуар Ёкота (яп. ジャガー横田). Считается одной из величайших женщин-рестлеров всех времён, а в 80-е годы XX века считалась одним из лучших исполнителей в реслинге вне зависимости от пола.

## Карьера в реслинге
Ёкота родилась 25 июля 1961 года в Токио (Япония). Большую часть своей карьеры провела в качестве главной звезды реслинг-организации All Japan Women's Pro-Wrestling (AJW). Ёкота дважды завоёвывала титул WWWA World Single Championship, которым обладала в сумме более чем 1700 дней.

### All Japan Women’s Pro Wrestling (1977—1986)
Вдохновлённая выступлениями команды AJW Beauty Pair (Джеки Сато и Маки Уэда), Ёкота присоединилась к организации 28 июня 1977 года, дебютировав в 15 лет в поединке против Маюми Такахаси. Свой первый титул Ёкота завоевала 4 января 1980 года, им стал титул младшего чемпиона AJW. 15 декабря того же года она победила Нэнси Куми и стала первой обладательницей титула чемпиона AJW, а через два дня в команде с Аюми Хори победила Нэнси Куми и Люси Каяму, завоевав титул чемпионки WWWA в парных боях. 25 февраля 1981 года Ёкота одолела некогда вдохновившую её заняться реслингом Джеки Сато и завоевала титул чемпионки WWWA. На тот момент её было 19 лет и она удерживала титул 801 день.
7 мая 1983 года Ёкота проиграла титул Ла Галактике, но через 25 дней смогла вернуть его. Основными противницами Ёкоты в борьбе за её титул стали Дьяволица Масами и Львица Асука, но Ёкота успешно защищала титул до декабря 1985 года, когда титул пришлось сдать из-за травмы плеча.

### Приостановка выступлений (1986—1995)
В 1986 году в возрасте 24 лет Ёкоте пришлось завершить активные выступления и стать тренером в AJW. Среди наиболее известных её учеников Манами Тоёта, Марико Ёсида, Тосиё Ямада, Мэгуми Кудо, Адзя Конг, Кёко Иноуэ и Такако Иноуэ.
20 ноября 1994 года Ёкота выступила в Токио Доум на шоу Big Egg Wrestling Universe проводимом совместно множеством организаций. Она в команде с Бизон Кимурой сразилась с Львицей Асукой и Юми Огурой, поединок закончился ничьей по истечении времени. Ёкота утверждала, что и именно это шоу подтолкнуло её к возвращению к активным выступлениям.

### Jd' (1995—1998)
В 1995 году открыла свою организацию Jd', где выступала и была главной звездой до 1998 года, когда ей снова пришлось приостановить выступления.

### Дальнейшая карьера (1998—настоящее время)
Ёкота не выступала до 2003 года, за это время она обзавелась семьёй. После этого в качестве свободного агента стала выступать в различных японских организациях, среди которых JWP Joshi Puroresu, Ladies Legend Pro Wrestling (LLPW), World Woman Pro-Wrestling Diana, All Japan Women's Pro-Wrestling (AJW) и другие.

## Титулы и награды
- All Japan Women's Pro-Wrestling

- AJW Championship (1 раз)
- AJW Junior Championship (1 раз)
- WWWA World Single Championship (2 раза)
- WWWA World Tag Team Championship (1 раз) — с Аюми Хори
- Зал славы AJW (1998)

- JDStar

- AWF World Women’s Championship (1 раз)
- TWF World Women’s Championship] (1 раз)
- TWF World Tag Team Championship (1 раз) — с Юко Косуги

- Universal Wrestling Association

- UWA World Women's Championship (1 раз)

- World Woman Pro-Wrestling Diana

- WWWD World Elizabeth Championship (2 раза, первая в истории титула)
- WWWD World Tag Team Championship (1 раз) — с Сари

- Wrestling Observer Newsletter awards

- Зал славы Wrestling Observer Newsletter (1996)